# Ubertino de Casale
Ubertino de Casale (1259 – c. 1329) a fost un călugăr italian franciscan și unul dintre liderii (împreună cu Angelus Cleranus) al fracțiunii Spiritualilor, cea mai strictă ramură a Ordinului Franciscan, care, sub influența lui Gioacchino da Fiore, a dezvoltat diverse idei și atitudini radicale și milenariste.

## Viața
Ubertino de Casale s-a născut în Casale Monferrato. El a fost mai întâi un discipol al lui Pierre de Jean Olivi (sau Petrus Johannis Olivi), apoi un lider al ramurii Spiritualilor. Ramura franciscană a așa zilșilor Spirituali au îmbrățișat sărăcia ca fiind obligatorie și au insistat pe o mai strictă interpretare a  Regulii Sfântului Francisc de Assisi. Spiritualii au contestat deciziile papilor Grigorie al IX-lea și Nicolae al III-lea, care ai favorizat o interpretare moderată a Regulii lui Francisc. De asemenea, ei l-au contestat și pe Papa Inocențiu al III-lea, care a dezaprobat învățăturilie lui Gioacchino da Fiore ca fiind la limita ereziei. Prin urmare, Ubertino de Casale a fost chemat în fața Papei Benedict XI și i-a fost interzis să predice la Perugia, și a fost exilat la mănăstirea Monte Alverna.
În timpul exilului său, Ubertino de Casale a scris Arbor Vitae Crucifixae Jesu Christi (Arborele vieții crucificate a lui Isus Cristos), unde a accentuat o interpretare literală a Regulii Sfântului Francisc de Assisi și sărăciei lui Cristos. În această carte, Ubertino îl identifică pe Papa Bonifaciu VIII, un alt adversar al Spiritualilor, și pe Papa Benedict XI, cu  prima și cu cea de-a doua fiară din Apocalipsă.
În 1307, el a fost ales preot și familiar al cardinalul Napoleone Orsini Frangipani, un fost un protector al Spiritualilor. În 1308, când Orsini a mers la Germania, Ubertino s-a mutat în Franța. În 1312-13, a fost chemat la Avignon împreună cu ceilalți lideri ai Spiritualilor pentru a răspunde înaintea papei la întrebările privitoare la conflictul dintre cele două fracțiuni franciscane. În timpul discuțiilor, el a atacat majoritatea moderată din ordinul său și a cerut mănăstiri și provincii separate pentru fracțiunea sa spiritualistă. Dar acest lucru a fost refuzat, iar pe de altă parte, întrebarea privitoare la  respectarea practică a sărăciei a fost stabilită de către celebra bulă papală  Exivi de paradiso, din 6 mai 1312, care parțial a fost realizată ca replică la polemicile iscate de scrierile lui Ubertino de Casale.
Ubertino a rămas cu Cardinalul Giacomo Colonna până 1317, când Papa Ioan al XXII-lea i-a permis să părăsească ordinul Franciscan și să se alăture abației benedictine de la Gembloux, din Eparhia de Liège. Deoarece Ubertino nu s-a oprit a se implica în conflicte în rândul Franciscanilor, el a fost excomunicat în anul 1318. În 1322, Ubertino a fost chemat înapoi la Avignon de către Papă să se pronunțe cu privire la o nouă controversă iscată între Dominicani și Franciscani privind sărăcia lui Isus Cristos și a Apostolilor. Ubertino a afirmat că Isus Cristos și Apostolii, deși au respins toate proprietățile privată și persoanale, au făcut totuși uz de bunuri și de bani pentru necesitățiă, pentru pomeni și ajutoare. Acest răspuns a fost bine primit de către Papa Ioan al XXII-lea.
Ubertino a rămas la Avignon, în serviciul Cardinalului Orsini, până în anul 1325, când a fost acuzat de erezie pentru că a apărat condamnat opiniile profesorului său Pierre de Jean Olivi. În timp ce Papa a poruncit generalului Franciscanilor de a-l aresta ca eretic, Ubertino de Casale s-a dus cel mai probabil în Germania, în Bavaria, pentru a căuta protecția Împăratului Ludovic al IV-lea al Sfântului Imperiu Roman-German, pe care, mai apoi, cel mai probabil l-a însoțit în drumul său spre Roma din anul 1328.
După acestea, Ubertino de Casale a dispărut total din istorie. Unii presupun că a părăsit și Ordinul Benedictin, pentru a se alătura Ordinului Cartusian. În secolul al XV-lea, Fraticelli l-au venerat ca sfânt și martir. Dante l-a menționat în Divina Comedie, ca un susținător al unei mai stricte Reguli a Sfântului Francisc de Assisi.